# Metrarga obscura
Metrarga obscura är en insektsart som beskrevs av Blackburn 1888. Metrarga obscura ingår i släktet Metrarga och familjen fröskinnbaggar. Inga underarter finns listade i Catalogue of Life.